# Öhrlings Pricewaterhousecoopers
Öhrlings Pricewaterhousecoopers AB är det legala namnet på Pwc Sverige (ofta skrivet Öhrlings PricewaterhouseCoopers eller PwC Sverige). Pwc Sverige är ett svenskt revisions- och konsultföretag. Pwc Sverige har, i maj 2015, ca 3 800 medarbetare på 130 kontor runt om i landet. De 65 000 kunderna utgörs av globala företag, svenska storföretag och organisationer, mindre och medelstora företag samt den offentliga sektorn. I tjänsteutbudet ingår förutom revision även riskhantering, skatterådgivning, corporate finance och annan revisionsnära rådgivning.
Öhrlings Pricewaterhousecoopers är den svenska delen av den brittisk-amerikanska multinationella revisions- och konsultjätten Pwc.

## Historia
Öhrlings Pricewaterhousecoopers tillkom 1999 genom en fusion mellan Öhrlings Coopers & Lybrand och Price Waterhouse. Den svenska fusionen var en följd av det stora internationella samgåendet mellan de båda organisationerna. Bakom dessa byråer finns följande historik:
- Öhrlings Revisionsbyrå bildades 1933 av P O Öhrling. Reveko tillkom 1980 genom fusioner mellan ett antal mindre byråer i Stockholm och Göteborg. De båda byråerna tillhörde i slutet av decenniet de fem stora revisionsbyråerna i landet. Öhrlings och Reveko fusionerade 1989 och bildade då Öhrlings Reveko. 1995 ändrades namnet till Öhrlings Coopers & Lybrand. Öhrings Revekos gamla logotyp finns fortfarande att beskåda på PWC:s svenska huvudkontor i Bonnierhuset på Torsgatan i Stockholm. Bonnierhuset är K-märkt vilket gör att ett stiliserat "ÖR" högst upp på fasaden bredvid ett Bonnier-B inte får ändras. Loggan togs ner 2008, då byggnaden renoverades utvändigt.
- Price Waterhouse etablerade sig i Sverige 1933 i samband med Kreugerkraschen. Företaget arbetade främst med svenska dotterbolag inom utländska koncerner och behöll till stor del sin internationella profil fram till samgåendet med Öhrlings Coopers & Lybrand 1999. Fusionen ledde till bildandet av ett företag som blev störst i Sverige inom sina verksamhetsområden.